# 8724 Junkoehara
8724 Junkoehara este un asteroid din centura principală, descoperit pe 17 septembrie 1996, de Satoru Ōtomo.